# Přímka
Přímka je jednorozměrný základní geometrický útvar. Lze ji popsat jako nekonečně tenkou, dvoustranně nekonečně dlouhou, dokonale rovnou křivku (tj. křivku s nulovým zakřivením, resp. s nekonečně velkým poloměrem zakřivení; pojem křivka v matematice zahrnuje i „rovné křivky“). V euklidovské geometrii pro každé dva body existuje právě jedna přímka, která oběma prochází. Tato přímka obsahuje nejkratší spojnici mezi dotyčnými body, úsečku z jednoho bodu do druhého.
Z fyzikálního hlediska je přímka trajektorie fotonu neovlivněného gravitací.
Speciální případ přímky je osa.

## Znázornění a značení
Přímka se znázorňuje rovnou čarou, označuje se malým písmenem, např. {\displaystyle a,b,c,...}. Přímka procházející dvěma body {\displaystyle A,B} bývá také značena {\displaystyle {\overleftrightarrow {AB}}}.
Znázornění:

## Algebraický zápis
Přímku v rovině lze algebraicky popsat pomocí lineárních rovnic nebo lineárních funkcí.
Tento intuitivní koncept přímky lze formalizovat několika způsoby. Jestliže je geometrie postavena axiomaticky (jako v Eukleidových Základech a později ve Foundations of Geometry Davida Hilberta), potom přímky nejsou vůbec definovány, nýbrž axiomaticky charakterizovány svými vlastnostmi. „Vše, co splňuje axiomy pro přímku, je přímka.“ Zatímco Eukleidés definoval přímku jako „délku bez šířky“, ve svých pozdějších vývodech tuto mlhavou definici nepoužíval.
V eukleidovském prostoru Rn (a analogicky ve všech ostatních vektorových prostorech) definujeme přímku L jako podmnožinu ve tvaru
{\displaystyle L=\{\mathbf {a} +t\mathbf {b} \mid t\in \mathbb {R} \}}
kde a a b jsou vektory v Rn a b je nenulové. Vektor b udává směr přímky a a je bod na přímce. Tutéž přímku lze definovat pomocí různých kombinací a a b.

### Rovinná přímka
V R2 je každá přímka L popsaná lineární rovnicí, která může být zadána v různých tvarech.

#### Směrnicová rovnice přímky

Ke směrnicové rovnici přímky.

Směrnicová rovnice přímky má tvar
{\displaystyle y=kx+q},
kde {\displaystyle k=\operatorname {tg} \varphi } je tzv. směrnice přímky, přičemž {\displaystyle \varphi } je orientovaný úhel s vrcholem v průsečíku přímky a první souřadnicové osy, jehož rameny jsou (kladně orientovaná) první osa souřadnicové soustavy a přímka, a {\displaystyle q} je tzv. úsek (vytnutý přímkou) na ose {\displaystyle y}, což je druhá souřadnice průsečíku přímky s osou {\displaystyle y}.
Pro {\displaystyle k>0} představuje rovnice přímky rostoucí funkci, pro {\displaystyle k<0} jde o funkci klesající. Pro {\displaystyle k=0} je přímka rovnoběžná s osou {\displaystyle x}. Je-li {\displaystyle q=0}, pak přímka prochází počátkem {\displaystyle O}.
Přímku rovnoběžnou s osou {\displaystyle y} nelze směrnicovou rovnicí vyjádřit.

#### Úseková rovnice přímky

K úsekové rovnici přímky.

Úseková rovnice přímky má tvar
{\displaystyle {\frac {x}{p}}+{\frac {y}{q}}=1},
kde {\displaystyle p\neq 0} je úsek (vytnutý přímkou) na ose {\displaystyle x} a {\displaystyle q\neq 0} je úsek (vytnutý přímkou) na ose {\displaystyle y}.
Přímku rovnoběžnou s osou {\displaystyle x} nebo {\displaystyle y} nelze úsekovou rovnicí vyjádřit.

#### Normálová rovnice přímky

K normálové rovnici přímky.

Normálovou rovnici přímky lze zapsat ve tvaru
{\displaystyle x\cos \psi +y\sin \psi -n=0},
kde {\displaystyle n\geq 0} představuje vzdálenost počátku soustavy souřadnic {\displaystyle O} od přímky a {\displaystyle \psi } je velikost orientovaného úhlu, jehož rameno je první kladná poloosa souřadné soustavy a druhé rameno je polopřímka s počátkem v {\displaystyle O} vedená kolmo k přímce.
Členy {\displaystyle \cos \psi } a {\displaystyle \sin \psi } představují složky jednotkového vektoru kolmého k přímce.

#### Obecná rovnice přímky
Obecná rovnice přímky v rovině je speciálním případem obecné rovnice nadroviny a má tvar
{\displaystyle ax+by+c=0},
kde {\displaystyle a,b,c} jsou konstanty, přičemž {\displaystyle a\neq 0} nebo {\displaystyle b\neq 0}.
Pro {\displaystyle a=0} je přímka rovnoběžná s osou {\displaystyle x}, pro {\displaystyle b=0} je přímka rovnoběžná s osou {\displaystyle y}. Pro {\displaystyle c=0} prochází přímka počátkem.
Porovnáním obecné a normálové rovnice lze určit význam konstant {\displaystyle a,b,c}. Konstanty {\displaystyle a,b} určují vektor {\displaystyle \mathbf {n} }, který je kolmý k přímce. Parametr {\displaystyle c} pak souvisí se vzdáleností přímky od počátku souřadné soustavy.
Obecnou rovnici přímky lze převést na rovnici směrnicovou, pokud zavedeme {\displaystyle k=-{\frac {a}{b}},q=-{\frac {c}{b}}}, pro {\displaystyle b\neq 0}. Zavedeme-li {\displaystyle p=-{\frac {c}{a}},q=-{\frac {c}{b}}}, pro {\displaystyle a\neq 0,b\neq 0,c\neq 0}, pak můžeme obecnou rovnici převést na úsekový tvar. Převedením obecné rovnice přímky do normálového tvaru získáme normálovou rovnici přímky ve tvaru
{\displaystyle {\frac {a}{{\sqrt {a^{2}+b^{2}}}\operatorname {sgn} {c}}}x+{\frac {b}{{\sqrt {a^{2}+b^{2}}}\operatorname {sgn} {c}}}y+{\frac {c}{{\sqrt {a^{2}+b^{2}}}\operatorname {sgn} {c}}}=0}
Důležité vlastnosti takto definovaných přímek jsou jejich sklon, průsečík s osou x a průsečík s osou y. Excentricita přímky je nekonečno.

#### Parametrické vyjádření přímky
Parametrické vyjádření přímky je definováno vztahem: {\displaystyle X=A+u.t}
a v rovině je tedy dáno rovnicemi
{\displaystyle x=x_{0}+a_{1}t}
{\displaystyle y=y_{0}+a_{2}t}
kde {\displaystyle A=[x_{0},y_{0}]} je libovolný bod přímky, {\displaystyle a_{1},a_{2}} jsou konstanty určující směrnici přímky, tedy vektor {\displaystyle u=(a_{1},a_{2})} je směrovým vektorem přímky a {\displaystyle t\in (-\infty ,\infty )} je proměnný parametr. Alespoň jedna z konstant {\displaystyle a_{1},a_{2}} musí být nenulová.

#### Vektorová rovnice přímky
Vektorová rovnice přímky má tvar
{\displaystyle \mathbf {r} =\mathbf {r} _{0}+\mathbf {a} t}
kde {\displaystyle \mathbf {r} } je rádiusvektor procházející všemi body přímky, {\displaystyle \mathbf {r} _{0}} je rádiusvektor jednoho z bodů přímky, {\displaystyle \mathbf {a} } je vektor určující směr přímky a {\displaystyle t\in (-\infty ,\infty )} je proměnný parametr.
Vektorový zápis tedy představuje přehlednější zápis parametrického tvaru rovnice přímky.

#### Polární rovnice přímky
V polárních souřadnicích lze přímku vyjádřit jako
{\displaystyle \rho ={\frac {n}{\cos {(\psi -\varphi )}}}},
kde {\displaystyle n} je vzdálenost přímky od počátku {\displaystyle O} a {\displaystyle \varphi } je velikost orientovaného úhlu s vrcholem v počátku, jehož první rameno tvoří polární osa a druhé rameno polopřímka kolmá k přímce s počátkem v O.

#### Rovnice přímky určené bodem
Rovnice přímky se směrnicí {\displaystyle k} procházející bodem {\displaystyle [x_{0},y_{0}]} je
{\displaystyle y-y_{0}=k(x-x_{0})}
Rovnice přímky procházející dvěma danými body {\displaystyle [x_{1},y_{1}]} a {\displaystyle [x_{2},y_{2}]}, kde {\displaystyle x_{1}\neq x_{2}}, má tvar
{\displaystyle {\frac {y-y_{1}}{x-x_{1}}}={\frac {y_{2}-y_{1}}{x_{2}-x_{1}}}}
neboli
{\displaystyle y-y_{1}=(x-x_{1}){\frac {y_{2}-y_{1}}{x_{2}-x_{1}}}}
Předchozí rovnice bývá také vyjadřována ve formě determinantu
{\displaystyle {\begin{vmatrix}x&y&1\\x_{1}&y_{1}&1\\x_{2}&y_{2}&1\end{vmatrix}}=0}
Tuto rovnici lze využít jako podmínku k určení, zda tři body {\displaystyle [x_{1},y_{1}],[x_{2},y_{2}],[x_{3},y_{3}]} leží na jedné přímce. Tyto body leží na jedné přímce, je-li splněna podmínka
{\displaystyle {\begin{vmatrix}x_{1}&y_{1}&1\\x_{2}&y_{2}&1\\x_{3}&y_{3}&1\end{vmatrix}}=0}

### Prostorová přímka
Přímkou v prostoru se nazývá množina bodů prostoru, které vyhovují rovnici přímky. Rovnici přímky v prostoru lze vyjádřit různými způsoby.

#### Obecná rovnice přímky
V R3 lze přímku L definovat jako průsečík dvou rovin, pomocí soustavy jejich lineárních rovnic:
{\displaystyle L=\{(x,y,z)\mid (a_{1}x+b_{1}y+c_{1}z=d_{1})\land (a_{2}x+b_{2}y+c_{2}z=d_{2})\}}
(definici je nutné rozšířit o podmínky pro koeficienty {\displaystyle a_{1}} až {\displaystyle d_{2}}, které zaručí, že roviny budou různoběžné).
Přímka v prostoru je tedy řešením soustavy rovnic
{\displaystyle a_{1}x+b_{1}y+c_{1}z+d_{1}=0}
{\displaystyle a_{2}x+b_{2}y+c_{2}z+d_{2}=0}
Ve speciálním případě vyjádříme přímku jako průsečík dvou rovin, z nichž každá je kolmá k některé souřadnicové rovině, např. pro roviny kolmé k {\displaystyle xy} a {\displaystyle xz} dostaneme
{\displaystyle y=mx+q}
{\displaystyle z=nx+r}

#### Parametrické rovnice přímky
Parametrické rovnice přímky v prostoru mají tvar
{\displaystyle x=x_{0}+ta}
{\displaystyle y=y_{0}+tb}
{\displaystyle z=z_{0}+tc}
kde {\displaystyle [x_{0},y_{0},z_{0}]} je libovolný bod, kterým přímka prochází, {\displaystyle a,b,c} jsou konstanty určující směrnici přímky a {\displaystyle t\in (-\infty ,\infty )} je parametr.
Konstanty {\displaystyle a,b,c} mohou být vyjádřeny prostřednictvím směrových úhlů {\displaystyle \alpha ,\beta ,\gamma } jako
{\displaystyle x=x_{0}+t\cos \alpha }
{\displaystyle y=y_{0}+t\cos \beta }
{\displaystyle z=z_{0}+t\cos \gamma }
Směrové úhly přitom splňují podmínku
{\displaystyle \cos ^{2}\alpha +\cos ^{2}\beta +\cos ^{2}\gamma =1}

#### Rovnice přímky určené bodem
Rovnici přímky procházející body {\displaystyle [x_{1},y_{1},z_{1}],[x_{2},y_{2},z_{2}]} lze zapsat jako
{\displaystyle {\frac {x-x_{1}}{x_{2}-x_{1}}}={\frac {y-y_{1}}{y_{2}-y_{1}}}={\frac {z-z_{1}}{z_{2}-z_{1}}}}
Rovnici přímky procházející bodem {\displaystyle [x_{1},y_{1},z_{1}]} se směrovými úhly {\displaystyle \alpha ,\beta ,\gamma } lze zapsat jako
{\displaystyle {\frac {x-x_{1}}{\cos \alpha }}={\frac {y-y_{1}}{\cos \beta }}={\frac {z-z_{1}}{\cos \gamma }}}
Pokud místo směrových úhlů určíme směrnici přímky parametry {\displaystyle a,b,c}, pak lze předchozí vztah přepsat jako
{\displaystyle {\frac {x-x_{1}}{a}}={\frac {y-y_{1}}{b}}={\frac {z-z_{1}}{c}}}

### Přímka ve vícerozměrném prostoru
Přímku lze zavést také v n-rozměrném prostoru.

#### Parametrické vyjádření
Přímku v Rn lze také vyjádřit parametricky: přímka procházející bodem {\displaystyle A(a_{1};a_{2};...a_{n})\,} se směrovým vektorem {\displaystyle v(v_{1};v_{2};...;v_{n})\,} je množina bodů {\displaystyle L(x_{1};x_{2};...;x_{n})\,}, pro které existuje skalár k takový, že
{\displaystyle \left\{{\begin{matrix}x_{1}=a_{1}+kv_{1}\\x_{2}=a_{2}+kv_{2}\\...\\x_{n}=a_{n}+kv_{n}\end{matrix}}\right.}

#### Vektorový tvar
Místo předchozího parametrického vyjádření lze použít vektorový zápis
{\displaystyle \mathbf {x} =\mathbf {a} +k\mathbf {v} }

## Vzájemná poloha bodu a přímky
Tři nebo více bodů, které leží na téže přímce, se nazývají kolineární.
Leží-li tři (různé) body na jedné přímce, pak vždy leží právě jeden z nich mezi ostatními dvěma. Leží-li bod {\displaystyle B} mezi body {\displaystyle A} a {\displaystyle C}, pak bod {\displaystyle B} označíme jako vnitřní bod úsečky {\displaystyle AC}.
Bod {\displaystyle X} ležící na přímce {\displaystyle p} ji dělí na dvě polopřímky. Je-li bod {\displaystyle A} vnitřním bodem jedné z polopřímek, pak pro tuto polopřímku užíváme značení {\displaystyle {\overrightarrow {XA}}}. Opačnou polopřímku k polopřímce {\displaystyle {\overrightarrow {XA}}} značíme {\displaystyle {\overleftarrow {XA}}}.

## Vzájemná poloha přímek
Dvě různé přímky ležící v téže rovině mohou být buď rovnoběžné a nemít žádný společný bod (v eukleidovském prostoru se protínají v nekonečnu), nebo různoběžné a protnout se v právě jednom bodě, průsečíku. Dvě roviny se protínají v nejvýše v jedné přímce, průsečnici. Ve vícerozměrných prostorech ale nemusí ani být rovnoběžné, ani se protínat, a říká se jim mimoběžky.
Pokud jsou si obě přímky rovny, pak říkáme, že jde o přímky splývající (totožné).
Přímku různoběžnou s rovnoběžkami {\displaystyle p,q} označujeme jako příčku rovnoběžek {\displaystyle p,q}.
Průnik dvou polopřímek {\displaystyle {\overrightarrow {AB}}} a {\displaystyle {\overrightarrow {BA}}} se nazývá úsečkou a značí {\displaystyle AB}.

## Některé důležité přímky
- asymptota – přímka, ke které se limitně blíží daná křivka, zejména graf funkce, pro nezávisle proměnnou rostoucí nade všechny meze,
- číselná osa – přímka s reálnými čísly přiřazenými každému jejímu bodu, užívaná např. jako souřadná osa,
- osa rotace – přímka, kolem níž rotuje (otáčí se) dané těleso nebo vůči které provádíme matematické otáčení tělesa,
- osa symetrie – přímka, ke které lze zrcadlově obrátit geometrický útvar a dostat tak útvar totožný,

- Eulerova přímka,
- Simsonova přímka,

Eulerova přímka (červená) a osy stran (symetrály, zelené), těžnice (oranžové) a výšky (modré) v trojúhelníku

- tečna – přímka dotýkající se křivky nebo plochy, prochází průběžným bodem (bodem dotyku) křivky (plochy) jednostranně, neprotíná ji v něm,
- normála – kolmice k tečně v bodě dotyku křivky, laicky „kolmice ke křivce“,
- kolmice – přímka pravoúhle skloněná k dané přímce nebo rovině,
- těžnice – přímka procházející vrcholem trojúhelníku a středem protilehlé strany, půlící jeho plochu.